# Johann Georg von Aretin

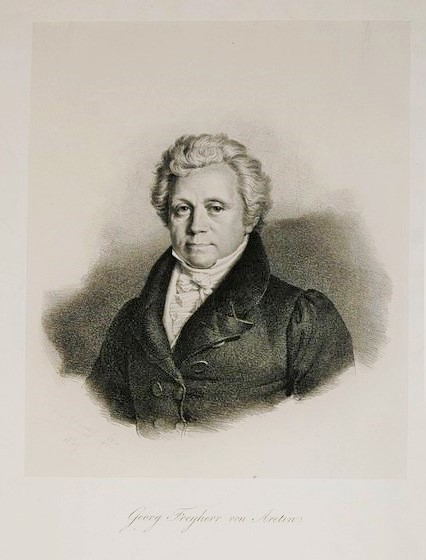
Johann Georg von Aretin, Lithographie von Franz Hanfstaengl

Johann Georg Josef Karl Maria Freiherr von Aretin (* 29. März 1771 in Ingolstadt, Bayern; † 30. Januar oder 30. Juni 1845 in Mendorferbuch, Landgericht Amberg, Oberpfalz) war ein bayerischer Staatsbeamter, Jurist und Nationalökonom. Durch sein Werk Über Bergfälle und die Mittel, denselben vorzubeugen oder wenigstens ihre Schädlichkeit zu vermindern (1808) gilt er als Pionier der Wildbachverbauung.

## Herkunft
Seine Eltern waren Karl Albert von Aretin (* 1741) und dessen Ehefrau Maria Anna Rosina, geb. Edle von Weinbach (* 1747).
Der Staatsbeamte Adam von Aretin und der Bibliothekar und Publizist Johann Christoph von Aretin waren seine Brüder.

## Leben
Nach dem Gymnasialabschluss 1786 am (heutigen) Wilhelmsgymnasium München und dem anschließenden Grundstudium (= Philosophie) am dortigen Lyzeum studierte er an der Universität Heidelberg Jura und wurde 1793 Administrator des Donaumoosgerichts (Schrobenhausen?). Seine Aktenmäßige Donaumooskulturgeschichte, die Aretin als Beamter aufzeichnete, ist eine bedeutende Quelle für die Geschichte des Donaumooses, das zu dieser Zeit auf Geheiß von Kurfürst Karl Theodor trockengelegt wurde, um das größte bayerische Niedermoor landwirtschaftlich nutzbar zu machen.
1796 wurde von er zum Hofkammerrat und 1799 zum Direktor der Landesdirektion in Amberg ernannt. Aretin unterstützte die Reformen Montgelas, indem er 1801 bis 1804, gefördert durch seinen Verleger von Seidel, eine Zeitschrift mit dem Titel Der Genius von Bayern unter Maximilian IV herausgab. Deren Aufgabe war es, die früheren Missstände im staatlichen und öffentlichen Leben in deutlichen Gegensatz zu den Reformen Montgelas zu stellen.
1806 wurde Aretin Straßen- und Wasserbauinspektor im bayerisch besetzten Tirol. Als dort 1809 der Tiroler Volksaufstand ausbrach, wurde er Generalkommissar des Eisackkreises in Brixen (heute Südtirol). Er geriet in österreichische Gefangenschaft und wurde nach Ungarn abgeführt.
Nach seiner Freilassung erhielt er 1810 für seine Verdienste vom bayerischen König Maximilian I. das Lehngut Mendorferbuch (heute eine Gemarkung des Marktes Hohenburg im Oberpfälzer Landkreis Amberg-Sulzbach) und eine jährliche Leibrente. Von da an widmete er sich auf seinen Gütern den Wissenschaften, Künsten und der Landwirtschaft.
Georg Aretin starb im Alter von 74 Jahren.

## Familie
Er war verheiratet mit der Freiin Henriette Teuffel von Birkensee (* 29. April 1775; † 6. Mai 1839), von der er 1814 die Hofmark Winbuch erworben hat. Das Paar hatte zwei Söhne und drei Töchter, darunter:
- Karl Albert Wilhelm (* 3. August 1798; † 20. Juli 1846), Apellationsgerichtsrat ⚭ Maria Josepha von Kerstorf (* 26. Oktober 1806; † 14. Februar 1891)
- Philipp Wilhelm Ludwig (* 18. Dezember 1799) ⚭ 1830 Gräfin Franziska Drechsel von Deusstetten (* 5. April 1804)
- Sophie Henriette Katharina Bartholomäa (* 18. Juni 1810; † 19. Juni 1893) ⚭ 28. Februar 1843  Graf Pawel Dmitrijewitsch Tolstoi (1797–1875)
- Ludovica Sophia Henrica (* 9. Oktober 1802) ⚭ 1834 Freiherr Karl von Lindenfels, Generalmajor und Kommandant von Nürnberg

## Grabstätte

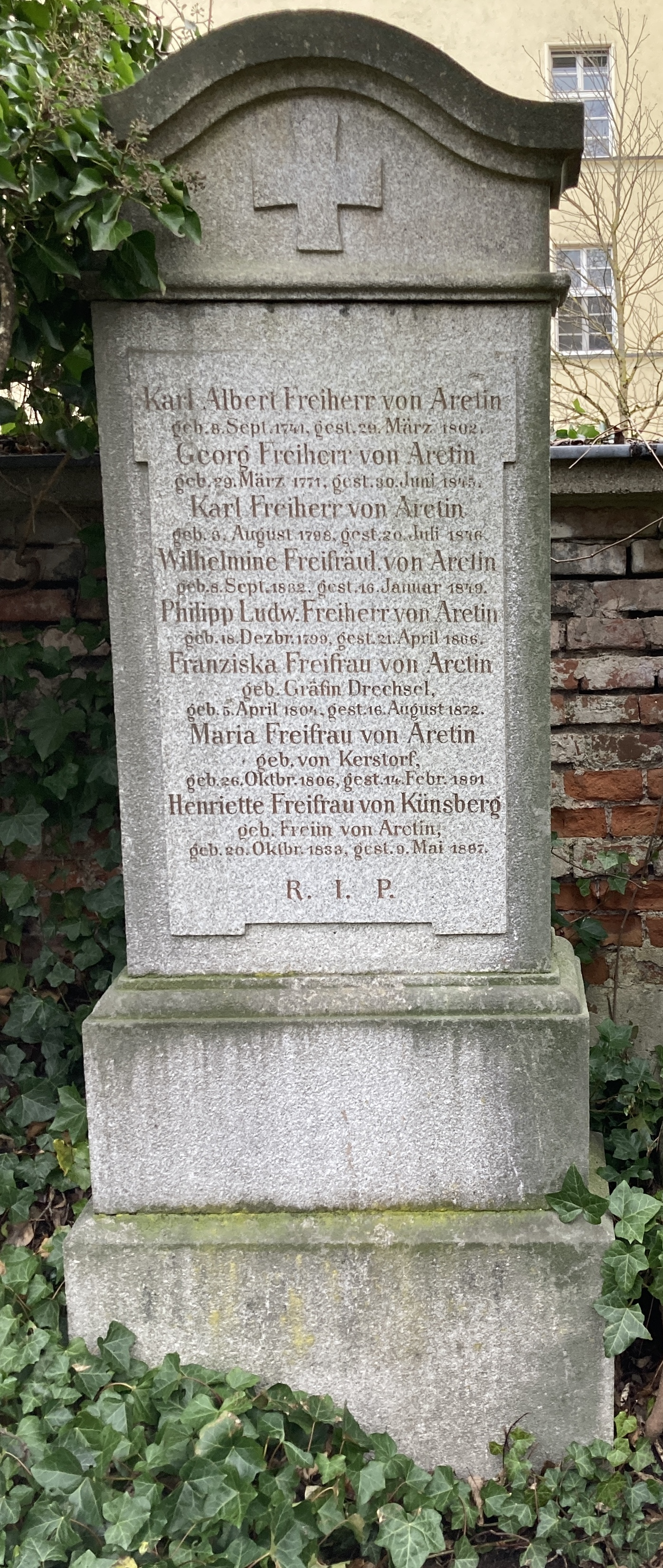
Grab von Georg Aretin auf dem Alten Südlichen Friedhof in München

Die Grabstätte von Georg Aretin befindet sich auf dem Alten Südlichen Friedhof in München (Mauer Rechts Platz 192/193 bei Gräberfeld 10) Standort. Im danebenliegenden Grab liegen einer seiner Brüder Johann Christoph von Aretin und weitere Verwandte.

## Werke
- Sitten und Gebräuche im Landgericht Erding (1790), in: Erdinger Land, Band 19, Seite 77–87, 2001.
- Der Genius von Bayern unter Maximilian IV, Zeitschrift, herausgegeben 1801 bis 1804.